# Famous in Love
Famous In Love é uma série de televisão norte-americana que estreou no dia 18 de abril de 2017, é baseada na popular série literária de mesmo nome escrita por Rebecca Serle. A série é protagonizada por Bella Thorne interpretando a personagem Paige Townsen. Em 29 de junho de 2018, a Freeform anunciou que cancelou a série após duas temporadas.

## Sinopse
Baseado no romance de Rebecca Serle, Famous In Love acompanha a universitária Paige (Bella Thorne), quando ela consegue a sorte grande depois de fazer um teste para o papel principal em um blockbuster de Hollywood. Agora ela deve lidar com sua nova vida repleta de estrelas e com os altos e baixos de ser a nova garota sensação da cidade, além de equilibrar sua carga de trabalho na faculdade. Enquanto seu perfil público se torna cada vez mais popular, e a química inegável com seu novo colega de Hollywood Rainer Devon (Carter Jenkins) cresce, mais suas amizades com seus dois melhores amigos se complicam – particularmente Jake (Charlie DePew), que pode ser mais do que apenas seu amigo.

## Elenco

### Regular
- Bella Thorne como Paige Townsen
- Carter Jenkins como Rainer Devon.l
- Charlie DePew como Jake Salt
- Georgie Flores como Cassandra "Cassie" Perkins
- Niki Koss como Alexis Glenn
- Keith Powers como Jordan Wilder
- Pepi Sonuga as Tangey Turner
- Perrey Reeves como Nina Devon

### Recorrente
- Jason Antoon como Wyatt
- Nathan Stewart-Jarrett como Barrett
- Shawn Christian como Alan Mills
- Vanessa A. Williams como Ida
- Tom Maden como Adam
- Brianne Tju como Xu YiFei
- Danielle Campbell como Harper Tate
- Romeo Miller com Pablo $$ (2ª temporada)

## Produção

### Desenvolvimento
Freeform, então conhecida como ABC Family, havia encomendado o piloto para desenvolvimento rápido em 19 de março de 2015. O piloto foi oficialmente encomendado em novembro de 2015 e as gravações da 1ª temporada começaram em 13 de julho de 2016 e terminaram em 19 de outubro de 2016. Em 18 de novembro de 2016, a Freeform anunciou que a série série iria estrear em 18 de abril de 2017. A Freeform também lançou toda a temporada para exibição on-line em 18 de abril de 2017. A série é baseada no romance do mesmo nome, escrito por Rebecca Serle. Serle que trabalhou com I. Marlene King para desenvolver o romance em uma série de televisão. Freeform renovou a série para uma segunda temporada em 3 de agosto de 2017.
Em 26 de junho de 2018, foi informado que a Freeform havia decidido cancelar a série depois que o Hulu se recusou a contribuir com mais dinheiro para a produção de uma terceira temporada. Os confrontos entre a atriz Bella Thorne e a showrunner I. Marlene King também foram citados como parte do motivo do cancelamento. Em sua conta no Twitter, King negou a alegação de uma rivalidade entre ela e Thorne, e a Freeform afirmou que o show ainda não foi cancelado. Em 29 de junho, Freeform oficialmente cancelou a série.

### Escolha de elenco
Romeo Miller foi escalado como Pablo $$ em um papel recorrente para a segunda temporada. Sofia Carson apareceu em vários episódios da segunda temporada como Sloane, a filha de um magnata do cinema.

## Episódios
| Temporada | Temporada | Episódios | Episódios | Originalmente exibido | Originalmente exibido |
| Temporada | Temporada | Episódios | Episódios | Estreia da temporada  | Final da temporada    |
| --------- | --------- | --------- | --------- | --------------------- | --------------------- |
|           | 1         | 10        | 10        | 18 de abril de 2017   | 13 de junho de 2017   |
|           | 2         | 10        | 10        | 4 de abril de 2018    | 30 de maio de 2018    |